# 比索德尔马尔克斯
比索德尔马尔克斯，是西班牙卡斯蒂利亚-拉曼恰雷阿尔城省的一个市镇。 总面积533平方公里，总人口2972人（2001年），人口密度6人/平方公里。